# Bulldozer (personaggio)
Bulldozer, il cui vero nome è Henry Camp, è un personaggio dei fumetti creato da Len Wein e Sal Buscema e pubblicato dalla Marvel Comics. Appare per la prima volta in Defenders (vol. 1) n. 17 (novembre 1974).

## Biografia del personaggio
Henry Camp nasce a Topeka, una cittadina del Kansas. Ricopre il ruolo di sergente maggiore nell'esercito degli Stati Uniti finché non viene congedato con disonore. Subito dopo il congedo inizia a compiere diversi crimini per i quali viene in seguito catturato e incarcerato nella prigione di Ryker's Island. Il suo compagno di cella è Dirk Garthwaite, conosciuto anche con il nome di Demolitore.
Garthwaite, insieme a Camp e altri due detenuti, il dottor Eliot Franklin e Phillip Calusky, riesce a evadere dalla prigione e si mette in cerca del suo piede di porco. Volendo condividerne i poteri con i suoi compagni, il Demolitore li convince a impugnare contemporaneamente la barra durante un temporale; quando un fulmine li colpisce, il potere magico si distribuisce tra i galeotti conferendo loro dei superpoteri. Così i tre alleati del Demolitore adottano anch'essi dei costumi e dei nomi in codice: Franklin diventa Thunderball, Calusky Piledriver e Henry Camp assume l'alias di Bulldozer, costruendosi anche uno speciale elmetto ultraresistente. Insieme, i quattro supercriminali danno vita alla Squadra Distruttrice, comandata dallo stesso Demolitore.
Con la Squadra Demolitrice, Bulldozer affronta Capitan America e Pugno d'Acciaio per poi combattere Thor.

### Guerre Segrete
Bulldozer e il suo team sono tra i personaggi che vengono catapultati dall'Arcano sul pianeta Battleworld insieme ad altri supereroi e supercriminali. Durante questa saga, Bulldozer si scontra con i Vendicatori, i Fantastici Quattro, gli X-Men e altri superumani. Tuttavia, la Squadra Demolitrice viene pesantemente sconfitta da She-Hulk.
Sempre con la Squadra Demolitrice, entra a far parte dei Signori del male, che attaccano e conquistano la base dei Vendicatori. Bulldozer collabora per sconfiggere Ercole, ma i suoi poteri vengono assorbiti da Thor per poi essere imprigionato. Viene successivamente liberato dal Demolitore, ma senza i suoi superpoteri subisce una sconfitta dall'Uomo Ragno e dalla Donna Ragno.
Libera il Demolitore e Ulik dalla prigione e dopo, aver riacquistato le sue capacità, affronta nuovamente Ercole, Excalibur e Ghost Rider. I poteri vengono poi ancora una volta riassorbiti da Loki.
Una delle sue ultime sconfitte avviene per mano del gruppo Runaways durante una rapina in banca a Los Angeles.
A differenza di Thunderball, Bulldozer rimane sempre fedele al Demolitore e viene da questi separato solo nei periodi di carcerazione.

### Civil War
Durante la Civil War, Hood lo recluta nella sua organizzazione criminale approfittando del momento di debolezza dei supereroi per gli scontri sull'Atto di Registrazione. Collabora per combattere i Nuovi Vendicatori ma viene sconfitto da Dottor Strange.

### Secret Invasion
Durante Secret Invasion, Bulldozer aiuta Hood ad affrontare l'ondata degli Skrull.
Muore in circostanze misteriose lasciando a sua figlia Marci Camp l'eredità del personaggio, la quale entra a far parte dei Terribili Quattro 

## Altri media

### Televisione
- Appare nell'episodio Errare è Super-Umano della serie Super Hero Squad Show;
- Appare in Avengers - I più potenti eroi della Terra. Nell'episodio Il mitico Thor, aiuta i suoi compagni della Squadra Demolitrice ad attaccare una spedizione di dispositivi elettronici della Stark Industries ma viene sconfitto da Thor;
- Compare nell'episodio La Squadra Distruttrice della serie animata Ultimate Spider-Man;
- Compare nell'episodio Avengers: Impossibile della serie animata Avengers Assemble;
- Compare nell'episodio L'uomo che sussurrava a Skaar della serie animata Hulk e gli agenti S.M.A.S.H.;
- Appare anche nell'anime Disk Wars: Avengers.

### Videogiochi
- Appare come vice-boss nella versione per Sega Mega Drive del gioco Spider-Man: Animated Series video game;
- Insieme alla Squadra Demolitrice è uno dei nemici in Marvel: La Grande Alleanza.